# Galavisión
|  | Per a altres significats sobre les cadenes de televisió d'origen mexicà anteriorment dites Galavisión, vegeu «Canal 9 (Mèxic)». |

Galavisión és un canal de televisió per subscripció estatunidenc amb oficines a Miami (Florida), i és propietat d'Univision Communications. Va ser llançat en 1979 per proporcionar programació en castellà pel públic estatunidenc.
Galavisión transmet principalment sèries de comèdia antigues de Televisa, així com diversos partits del futbol mexicà en viu. A més, transmet tant en viu com en diferit els noticiaris de Televisa. Prèviament, entre 1988 i 2001 també va tenir en la graella els informatius d'ECO.
Fins a febrer de 2015, 68.355.000 llars estatunidenques (58,7% de cases amb televisió) rebien Galavisión.

## Història

Logotip Galavisión usat des del 12 d'abril de 1997 fins al 7 de novembre, de 2012.

Galavisión va iniciar l'1 d'abril de 1979, com una xarxa de cable premium, transmetent una mescla de pel·lícules clàssiques i recents de cinema mexicà i altres en castellà.
En 1984, la xarxa es va convertir en un canal d'entreteniment general de cable bàsic que ofereix una combinació de programació de Televisa i repeticions o reposicions d'SIN.
A mitjan 1990, Galavisión va ser dirigit per Javier Saralegui i va llançar a l'aire una mescla de programes en castellà i anglès com "Kiki Desde Hollywood" o "Es divertido gracioso". També incorporen produccions de varietat en espectacles de Miami com "A Oscuras Pero Encendidos" conduït per Paul Bouche.
Aquesta estratègia va ser complementada amb Televisa, va produir programes que primer es van transmetre per Univision, amb programes d'entreteniment i algunes notícies de la xarxa de Televisa, notícies ECO, incloent-hi el programa d'entreteniment Entertainment Tonight, conduït per Pita Ojeda i Ilia Calderón.
Des de 1997, Galavisión va transmetre una combinació de comèdia clàssica, telenovel·les i espectacles nocturns de la dècada de 1970, 1980 i 1990 que es va transmetre originalment per la cadena Univision, amb més ofertes d'actualitat de notícies, esports i especials procedents de les tres xarxes de Televisa, Canal de las Estrellas, Foro TV i Galavisión, així com dues mostra produïda per Telehit.
Des de 2012 En la seva estratègia de programació fa que Galavisión hagi ampliat produccions originals amb espectacles com Acceso Maximo, En Casa Con Lucy, Delicioso (presentat per Ingrid Hoffmann), la Vida Total, Decorando Contigo, Un Destino, Lo Mejor de Boxeo en Esta Esquina, el millor de Solo Boxeo d'Univision / Telefutura. La programació de Televisa produïda també està dissenyada per adaptar-se a estrictes estàndards d'emissió.

### Senyal en HD
El senyal en alta definició (amb una resolució de 1920x1080 línies entrellaçades) l'1 de juny de 2010. DirecTV va començar a distribuir el senyal simultani el 15 d'agost de 2013.